# The Watch Live
The Watch Live – album koncertowy zespołu The Watch wydany w 2008 roku. Na albumie znajduje się 7 kompozycji The Watch oraz 1 utwór zespołu Genesis – Twilight Alehouse.

## Lista utworów
- 1. Sound of Sirens - 8:57
- 2. Shining Bald Heads - 7:07
- 3. The Fisherman - 5:52
- 4. Goddess - 6:04
- 5. Riding the Elephant - 4:59
- 6. Twilight Alehouse / Another Life - 8:13
- 7. Berlin 1936 - 9:20

## Muzycy
- Simone Rossetti - śpiew, flet
- Ettore Salati - gitara
- Gabriele Manzini - klawisze
- Fabio Mancini - klawisze
- Marco Schembri - gitara basowa
- Roberto Leoni - perkusja